# Simon Lavoie
Pour les articles homonymes, voir Lavoie.
Simon Lavoie est un réalisateur et scénariste québécois, né le 15 mai 1979 à Québec.

## Biographie
L'aîné de quatre enfants, il passe son enfance dans le village de Petite-Rivière Saint-François à Charlevoix. Recevant une éducation catholique, il fait ses études primaires à l'école Saint-François où il est remarqué pour son talent en art[réf. nécessaire]. Déjà, plusieurs le percevaient comme un futur peintre. Il poursuit ses études secondaires à la Polyvalente Saint-Aubin à Baie Saint-Paul et ses études collégiales au cégep de Chicoutimi en arts et lettres. Il paie une partie de ses études collégiales en peignant des tableaux, s'inspirant des paysages de son village natal. Son art évolue bien vite vers l'abstrait où il perd petit à petit l'intérêt pour cette discipline. Il se découvre alors une passion pour le cinéma[réf. nécessaire].
En 1998 il s'installe donc à Montréal pour étudier le cinéma et la scénarisation à l'UQAM, où il obtient un baccalauréat et un certificat. Depuis 2003, il signe plusieurs courts et moyens métrages de fiction, dont Une chapelle blanche pour lequel il remporte le Prix Jutra du meilleur court ou moyen métrage en 2006.
En 2008, il écrit et réalise son premier long métrage de fiction, Le Déserteur. 
En 2010, il coréalise avec Mathieu Denis un second long-métrage Laurentie présenté en 2012 au Festival international du cinéma indépendant Off Plus Camera de Cracovie.
En 2012, il réalise son troisième long métrage, Le Torrent, œuvre adaptée de la nouvelle de l'auteure Anne Hébert, mettant en vedette Victor Andres Turgeon-Trelles, Laurence Leboeuf et Dominique Quesnel.
Son film Ceux qui font les révolutions à moitié n'ont fait que se creuser un tombeau (coréalisé avec Mathieu Denis) figure dans la liste « Canada's Top Ten », les dix meilleurs longs-métrages canadiens de 2016, sélectionnés par un jury composé de sept réalisateurs et experts de l'industrie du cinéma, coordonné par TIFF.

## Filmographie

### Courts métrages
- 2001 : Sanguine
- 2003 : Corps étrangers
- 2004 : Quelques éclats d'aube
- 2005 : Une chapelle blanche
- 2006 : À l'ombre
- 2007 : Basse-Normandie

### Longs métrages
- 2008 : Le Déserteur
- 2011 : Laurentie, en collaboration avec Mathieu Denis
- 2012 : Le Torrent
- 2016 : Ceux qui font les révolutions à moitié n'ont fait que se creuser un tombeau, en collaboration avec Mathieu Denis
- 2017 : La Petite Fille qui aimait trop les allumettes
- 2021 : Nulle Trace[8]
- 2024 : Se fondre